# 多角乡
多角乡（藏語：མདོ་མཆོད་），是中华人民共和国西藏自治区日喀则市南木林县下辖的一个乡镇级行政单位。

## 行政区划
多角乡下辖以下地区：
冲堆村、洞祖村、多角村、央村、仲康村、娘木村、冲萨村、扎西孜村、康萨村和昌普村。